# Verordnung (EU) Nr. 2015/848 über Insolvenzverfahren
Die Verordnung (EU) 2015/848 des Europäischen Parlaments und des Rates vom 20. Mai 2015 über Insolvenzverfahren (EuInsVO 2015) behandelt Fragen des Insolvenzrechts in Fällen grenzüberschreitender Fälle mit europäischen Bezügen. Die EuInsVO 2015 ist als EU-Verordnung in allen EU-Mitgliedsstaaten unmittelbar geltendes Recht und hat mit ihrem Inkrafttreten am 26. Juni 2017 damit die Verordnung (EG) Nr. 1346/2000 über Insolvenzverfahren abgelöst, die jedoch noch für Altfälle gilt. 

## Wesentliche Inhalte
Zu den Inhalten der EuInsVO 2015 gehören insbesondere folgende Themen: 
- Internationale Zuständigkeit
- Anerkennung von Insolvenzverfahren und anwendbares materielles Recht
- Zulässigkeit von Sekundärinsolvenzverfahren
- Regelungen zur Beteiligung von ausländischen Gläubigern an Insolvenzverfahren
- Regelungen zu Konzern- und Gruppeninsolvenzen